# The Red Tent
The Red Tent (en español: La Carpa Roja) es una miniserie dramático-histórica transmitida el 7 de diciembre del 2014 por medio de la cadena Lifetime. Basada en la exitosa novela de Anita Diamant del mismo nombre "The Red Tent", que narra la historia sobre las Doce tribus de Israel contada a través de los ojos de la única hija de Jacob: Dinah.

## Historia
Es la época de los patriarcas del Antiguo Testamento del Libro de Génesis, Dina, la única hija mujer de Jacob, narra su historia desde su niñez hasta la edad adulta, su relación con sus padres, tías y once hermanos mayores. A menudo se centra en la importancia de "La Carpa Roja", un pequeño lugar ocupado por las mujeres de la tribu (entre ellas las esposas de Jacob: Rachel, Leah, Bilhah y Zilpah), durante su tiempo de menstruación. En la carpa las mujeres han mantenido sus antiguas tradiciones de culto a la Diosa, sin el conocimiento de sus esposos israelitas, logrando mantenerlo en secreto debido a que sus esposos no tienen permitido entrar en la carpa.
La historia comienza con Jacob, un joven que luego de irse de su casa y llegar a las tierras de su tío Laban, pide casarse con su prima Rachel, de quien se enamora a primera vista a cambio de su servicio, sin embargo el día de la boda Rachel asustada por las historias de su media hermana Zilpah sobre la consumación del matrimonio, le pide a su hermana Leah que la sustituya. Al día siguiente Jacob molesto le exige a Laban, casarse con Rachel y le dice que se llevará a Bilhah y Zilpah, sin embargo sólo estaba fingiendo para lograr que Rachel, Leah y sus hermanas fueran libres.
En los próximos años, Leah, Bilhah y Zilpah dan a luz a varios hijos, mientras que Rachel, la esposa preferida de Jacob, no había podido dar a luz, finalmente Rachel queda embarazada y da a luz a su primer hijo Joseph, quien pronto se convierte en el hijo favorito de Jacob; poco después nace Dinah, la única hija mujer de la familia y es adorada por su hermano Jacob y sus madres. Debido a los numerosos conflictos entre Jacob y Laban, Jacob decide irse de las tierras y se lleva consigo a sus esposas, hijos y ganado, apartándose a un nuevo asentamiento. Durante el camino Jacob se reencuentra con su hermano mayor, Esau y su madre Rebekha, sin embargo al pasar tiempo junto a su abuela, pronto Dinah se da cuenta de que ella es despiadada con los civiles de clase baja.

## Personajes

### Personajes principales
| Actor                | Personaje                     | Nº de episodios | Duración |
| -------------------- | ----------------------------- | --------------- | -------- |
| Rebecca Ferguson     | Dinah                         | 2               | 2014     |
| Morena Baccarin      | Rachel                        | 2               | 2014     |
| Minnie Driver        | Leah                          | 2               | 2014     |
| Iain Glen            | Jacob                         | 2               | 2014     |
| Will Tudor           | Joseph                        | 2               | 2014     |
| Douglas Rankine      | Reuben                        | 2               | 2014     |
| Pedro Lloyd Gardiner | Levi                          | 2               | 2014     |
| Saif Al-Warith       | Simeon                        | 2               | 2014     |
| Debra Winger         | Rebecca                       | 2               | 2014     |
| Vinette Robinson     | Bilhah                        | 2               | 2014     |
| Agni Scott           | Zilpah                        | 2               | 2014     |
| Hiam Abbass          | Reina Re-Nefer                | 2               | 2014     |
| Sammy Bennis         | Benjamin                      | 1               | 2014     |
| Sean Teale           | Príncipe Shalem               | 1               | 2014     |
| Toby Sebastian       | Príncipe Re-mose / Bar-Shalem | 1               | 2014     |
| Dermot Keaney        | Esau                          | 1               | 2014     |
| Darwin Shaw          | Benia (carpintero)            | 1               | 2014     |
| Stewart Scudamore    | Rey Hamor                     | 1               | 2014     |

### Personajes secundarios
| Actor                 | Personaje                       | Nº de episodios | Duración |
| --------------------- | ------------------------------- | --------------- | -------- |
| Leigh Lawson          | Laban                           | 1               | 2014     |
| Sheila Vand           | Meryt (partera)                 | 1               | 2014     |
| Amal Ayouch           | Tola                            | 1               | 2014     |
| Nadia Kounda          | Kiri                            | 1               | 2014     |
| Ilham Oujri           | Vaniah                          | 1               | 2014     |
| Sofie Golding-Spittle | Werenro                         | 2               | 2014     |
| Will Payne            | Jacob (a los 25 años)           | 1               | 2014     |
| Holly Earl            | Rachel (a los 16 años)          | 1               | 2014     |
| Gabrielle Dempsey     | Leah (a los 20 años)            | 1               | 2014     |
| Caitlin Joseph        | Zilpah (a los 18 años)          | 1               | 2014     |
| Leni Zieglmeier       | Bilhah (a los 12 años)          | 1               | 2014     |
| Tika Peucelle         | As-Naat                         | 1               | 2014     |
| Morjana Alaoui        | Ahouri                          | 1               | 2014     |
| Brando Amicucci       | Reuben (a los 12 años)          | 1               | 2014     |
| Zen Rapley            | Príncipe Re-mose (a los 7 años) | 1               | 2014     |
| Dhirren Farmer        | Príncipe Re-mose (a los 4 años) | 1               | 2014     |
| Zoë Clark             | Dinah (a los 8 años)            | 1               | 2014     |
| Ashlund Jade          | Dinah (de joven)                | 1               | 2014     |
| Aiste Gramantaite     | Ruti                            | 1               | 2014     |
| Sonia Okacha          | Sherya                          | 1               | 2014     |
| Jan Uddin             | Faraón                          | 1               | 2014     |
| Ouidad Elma           | Abi                             | 1               | 2014     |
| Rim Tounssi           | Tamar                           | 1               | 2014     |
| Anas El Baz           | Mensajero Real                  | 2               | 2014     |

## Episodios
La miniserie estuvo conformada por 2 episodios

## Producción
La miniserie fue dirigida por Roger Young, producida por Peter McAleese, quien contó con el apoyo de los productores ejecutivos Nancy Bennett y Paula Weinstein.
La música estuvo bajo el cargo de Vitek Kral.

### Emisiones en otros países
| País   | Cadenas  | Fecha de Inicio    | Fecha de Finalización |
| ------ | -------- | ------------------ | --------------------- |
| México | Lifetime | 4 de abril de 2015 | 5 de abril de 2015    |